# Paulo de Faria
Paulo de Faria is een gemeente in de Braziliaanse deelstaat São Paulo. De gemeente telt 9.463 inwoners (schatting 2009).

## Aangrenzende gemeenten
De gemeente grenst aan Orindiúva, Palestina, Riolândia, Frutal (MG) en Itapagipe (MG).

## Geboren in Paulo de Faria
- Marco Antônio Boiadeiro (1965), voetballer en trainer